# Aeroport de Grozni
L'Aeroport de Grozni (txetxè : Соьлжа-ГӀалан аэропорт, rus : Аэропорт «Грозный») (IATA: GRV, OACI: URMG) és un aeroport de la República de Txetxènia, a la Federació Rússa, situat 7,5 km al nord de Grozni.
El primer aeroport de Grozni va començar a operar el 1938, quan avions Polikarpov R-5 i Polikarpov Po-2 van iniciar transports postals i sanitàris. Fins al 1977, l'aeroport de Grozny només tenia una pista de terra, que només era operativa per avions com els Li-2, IL-14, Antonov An-24 i Antonov An-10. El 1977 es va construir un nou aeroport, amb una nova pista, preparat per al transport modern de passatgeers amb Tupolev Tu-134, que connectaven l'aleshores ASSR de Txetxènia-Ingúixia amb les altres regions de la Unió Soviètica. El nou aeroport va rebre el nom d'Aeroport del Nord, tot i que posteriorment també fou conegut com a Aeroport Xeic Mansur o Severny.
Duran la dècada del 1990, l'aeroport es va veure afectat pels enfrontaments bèl·lics entre els independentistes txetxens i el govern federal rus. Durant la Primera Guerra de Txetxènia, l'aeropport va estar en mans dels independentistes entre el 8 de setembre de 1991 i el 30 de setembre de 1994, i fou atacat per 50 hel·licopters de l'Exercit rus. Durant la Segona Guerra de Txetxènia, fou bombardejat per l'aviació russa. A la dècada del 2000 es portà a terme una rehabilitació progressiva de les instal·lacions i l'ampliació de la pista. El 2005 va ser anomenant definitivament Aeroport de Grozni. El 2007, va ser autoritzat per l'IATA a operar amb avions Tu-134, Tu-154, i helicòpters de tot tipus, de dia i de nit, durant tot l'any. L'11 de juny de 2009, el Comitè d'aviació interestatal (IAC) va certificar l'aeroport per a operar vols internacionals. El 16 de novembre de 2009 es realitzà el primer vol internacional, entre Grozni i Medina (Aràbia Saudita).

## Aerolínies i destinacions
| Aerolínies           | Destinacions                                    |
| -------------------- | ----------------------------------------------- |
| Aeroflot             | Moscou–Xeremetievo                              |
| Air Arabia           | Xarjah                                          |
| Avia Traffic Company | Bixkek                                          |
| Azimuth              | Moscow–Vnukovo, Rostov del Don, Sant Petersburg |
| Onur Air             | Istanbul                                        |
| Pegasus Airlines     | Istanbul–Sabiha Gökçen                          |
| S7 Airlines          | Novosibirsk                                     |
| Utair                | Moscou–Vnukovo                                  |